# Хальварссон, Калле
Ка́лле Ха́льварссон (швед. Calle Halfvarsson; 17 марта 1989, Фалун) — шведский лыжник, призёр чемпионатов мира, чемпион мира среди юниоров.

## Спортивная карьера
Хальварссон дважды принимал участие в чемпионатах мира. На обоих чемпионатах 2013 и 2015 годов он становился серебряным призёром в эстафете. Лучшими индивидуальными результатами являются 6-е места на дистанции 15 км свободным стилем в 2013 году и в скиатлоне в Фалуне-2015.
На Зимних олимпийских играх в Сочи Калле принял участие только личном спринте свободным стилем, где занял 17-е место.
В Кубке мира Хальварссон дебютировал в 2009 году, в ноябре 2011 года впервые попал в тройку лучших на этапе Кубка мира в эстафете. Всего на 28.02.15 имеет на своём счету 6 попаданий в тройку лучших на этапах Кубка мира, три из них в командных гонках, в личных гонках одержал одну победу в спринте на этапе Тур де Ски в Оберхофе. Лучшим достижением Хальварссона в общем итоговом зачёте Кубка мира является 5-е место в сезоне 2013/14.
Побеждал на чемпионате мира среди юниоров в 2008 году в спринте.